# Chuk y Guek
Chuk y Guek (en ruso: Чук и Гек) es un cuento ruso de 1939 escrito por el escritor infantil soviético Arkadi Gaidar. La historia fue adaptada al cine en 1953, en una película del mismo título dirigida por Iván Lukinski.

## Historia
Arkadi Gaidar comenzó a trabajar en la historia en diciembre de 1938. el periódico Pionérskaya Pravda la publicó por primera vez en enero de 1939 y luego, bajo el título Telegramma (El telegrama), apareció en el número 2 de febrero de 1939 de la revista Krasnaya Nov. Más tarde ese mismo año salió como un libro independiente (Detgiz Publishers, ilustraciones de Adrián Yermolayev), con cambios considerables realizados por el autor, bajo su nuevo y definitivo título Chuk i Gek. En 1940, la historia se incluyó en la compilación de la editorial Detgiz Publishers Rasskazy (Cuentos cortos).
En 1947, los restos mortales del autor del libro Arkadi Gaidar fueron trasladados a una tumba definitiva en la ciudad ucraniana de Kániv, después de morir en combate en 1941 contra los invasores alemanes, sobre su lápida se grabaron las líneas finales de Chuk y Guekː

¿Qué es la felicidad? Todos lo entendieron a su manera. Pero todos juntos sabían y comprendían que era necesario vivir honestamente, trabajar duro y amar y proteger esta enorme tierra feliz, que se llama el país soviético.

## Argumento

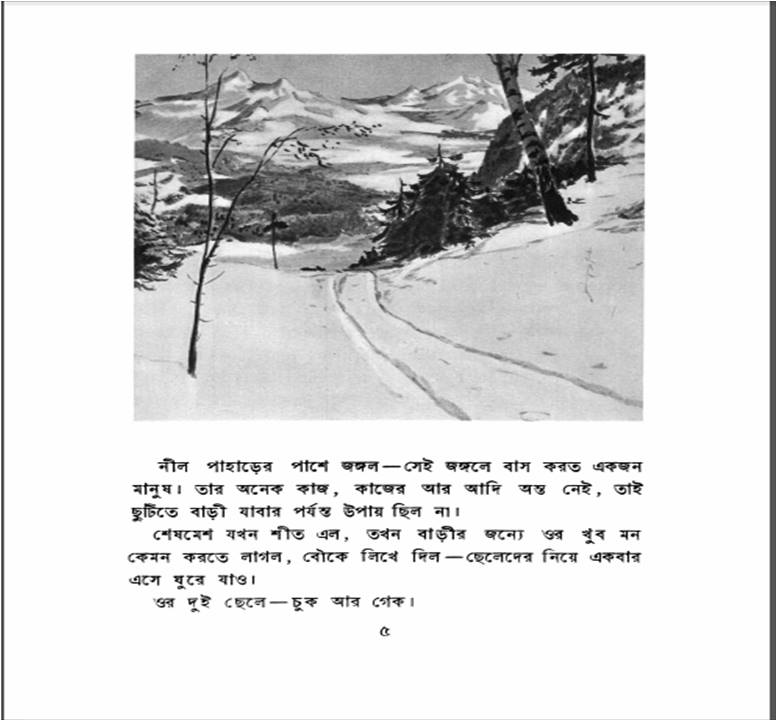
Una ilustración del libro para una edición en bengalí

En el Moscú soviético, los hermanos Chuk y Gek Seriogins viven con su madre mientras su padre está en la taiga siberiana para realizar investigaciones geológicas. A medida que se acerca el Año Nuevo, el Sr. Seriogin, deseando ver a su esposa e hijos, envía un telegrama pidiéndoles que vengan a verle. Poco antes de su partida de Moscú, el padre envió un nuevo telegrama a la familia diciendo que lo enviaban urgentemente a una expedición y que no podrá encontrarse con ellos. Los niños perdieron la carta y tenían miedo de contárselo a su madre.
Después de hacer un viaje en tren muy largo y lleno de acontecimientos y un viaje de dos días a través de la taiga en un trineo tirado por caballos, llegan y descubren que su padre y su equipo de investigadores geológicos no están en la base.
El guardia regresa de cazar y les dice que el equipo de investigación geológica se ha ido para un viaje de diez días a Alkarash Gorge y que él mismo estará ausente durante dos días. Si bien los tres pueden quedarse en la cabaña del guardia, él no tiene llaves de las casas principales ni del almacén. Por lo que Chuk, Gek y su madre ahora deben sobrevivir los próximos diez días en este desierto solos, con solo el escaso suministro que han traído consigo. Todo termina bien, ya que el equipo regresa y la familia se reúne. Celebran el Año Nuevo juntos antes de que la madre y los niños tengan que regresar nuevamente a Moscú.